# Fahd
Le Fahd est un véhicule blindé de transport de troupes développé et produit en Égypte. Il est en service dans l’armée égyptienne depuis 1985.

## Historique
Le Fahd est développé pour l’armée égyptienne au début des années 1980. Il entre en service en 1985 dans l’armée égyptienne, qui l’utilise essentiellement pour des missions de sécurité intérieure et de maintien de la paix.

## Caractéristiques
Le Fahd est constitué d’une coque blindée en forme de boîte rectangulaire montée sur un châssis de camion Mercedes-Benz. La propulsion est assurée par un moteur Mercedes-Benz 6-cylindres d’une puissance brute de 168 hp. la disposition intérieure est classique, avec le conducteur à l’avant gauche et le commandant à sa droite et un compartiment fermé pour dix passagers à l’arrière. L’accès à ce compartiment se fait par des portes arrières ou deux trappes de toit. Le blindage en acier soudé assure une protection contre les projectiles de 7,62 mm. Le poste de conduite dispose de grande vitres blindées offrant une bonne visibilité et qui peuvent être couvertes par des volets en acier en cas de besoin. Le compartiment passager dispose de chaque côté de quatre sabords avec chacun un bloc de vision pour permettre aux occupants de tirer sans s’exposer.
Le Fahd est décliné en un grand nombre de variantes : ambulance, poste de commandement, véhicule de dépannage ou encore véhicule anti-émeutes.

### Données techniques
| Modèle                     | Fahd                                    |
| -------------------------- | --------------------------------------- |
| Équipage                   | 2 (+ 10 passagers)                      |
| Longueur hors-tout         | 6 m                                     |
| Largeur hors tout          | 2,69 m                                  |
| Hauteur                    | 2,10 m                                  |
| Masse                      | 11 250 kg                               |
| Motorisation               | moteur Diesel Mercedes-Benz 6-cylindres |
| Puissance brute            | 168 hp à 2 800 tr/m (125 kW)            |
| Vitesse maximale sur route | 84 km/h                                 |
| Autonomie sur route        | 800 km                                  |
| Blindage                   |                                         |
| Armement                   | Variable                                |